# Цвиткович, Ян
Ян Цвиткович (словен. Jan Cvitkovič) (р. 1966) — словенский теле- и кинорежиссёр, сценарист и актёр.

## Биография
Цвиткович поступил на физико-математический факультет Университета в Любляне, однако через год бросил учёбу и отправился путешествовать. Он посетил Израиль, Египет и Восточную Африку. По возвращении в Словению начал изучать археологию. Сняв фильмы V Leru и Kruh in mleko, совместно с режиссёром Янезом Бургером в 2003 году создал независимую студию Staragara.

## Фильмография
- Rop Stoletja (1995, снят в 1998) — сценарий и  режиссура
- V leru (1999) — сценарий, главная роль
- Kruh in Mleko (2000) — сценарий и режиссура
- Srce je kos mesa (2003) — сценарий и режиссура
- Ogrobagogroba (2005) — сценарий и режиссура
- DRUŽINICA/The Basics of Killing (англ.)[1] (2017) — сценарий и режиссура

## Награды
- Приз Луиджи Ди Лаурентиса – Лев Будущего Венецианского кинофестиваля за фильм «Хлеб и молоко»
- Лучший короткометражный фильм фестиваля в Хихоне  —  Srce je kos mesa
- Приз испанского фонда «Алтадис» лучшему начинающему режиссёру фестиваля в Сан-Себастьяне за фильм Odgrobadogroba